# USD Zagarolo
El USD Zagarolo fue un equipo de fútbol amateur de Italia que jugó en la Serie D, la cuarta liga de fútbol en importancia en el país.

## Historia
Fue fundado en el año 1968 en la ciudad de Zagarolo de Lazio y pasó varios años de su historia en la Serie D, pero no consiguió como lograr ascender al nivel semi-profesional al menos. El club se disolvió en el año 2012 luego de descender a la Eccellenza.
Inmediatamente después el club fue refundado luego de que el A.S.D. Torbellamonaca Calcio logró ascender de la Promozione Lazio y se mudó a la ciudad, tomando el nombre de ASD Real TBM Zagarolo.
En el verano del 2013 luego de ascender decidieron trasladar los logros deportivos y la franquicia a la ciudad de Frascati y crear al club Lupa Castelli Romani, con lo que el club oficialmente desapareció.

## Colores
Los colores del club siempre fueron de uniforme rojo oscuro casi color granate.